# Monaster św. Jana Chrzciciela w Kazaniu
Monaster św. Jana Chrzciciela – prawosławny męski klasztor w Kazaniu, w jurysdykcji eparchii kazańskiej Rosyjskiego Kościoła Prawosławnego.

## Historia
Monaster został wzniesiony w latach 1564–1568 jako placówka filialna monasteru Zaśnięcia Matki Bożej w Swijażsku. Jako samodzielna męska wspólnota mnisza działał od 1595. Zbudowany w XVI w. kompleks klasztorny przetrwał do pożaru w 1649. Odbudowa klasztoru była możliwa dzięki datkom zamożnego kupca z Kazania Gawriiła Antipina. W latach 1649–1652 zbudowano nowe obiekty monasterskie: sobór Wjazdu Pańskiego do Jerozolimy z bocznymi ołtarzami św. Jana Chrzciciela i św. Jana Teologa, cerkiew Wprowadzenia Matki Bożej do Świątyni z przylegającym do niej budynkiem mieszkalnym dla mnichów, drugi budynek z celami oraz dzwonnicę. W 1652 po zakończeniu prac nad klasztorem został on powtórnie poświęcony przez metropolitę kazańskiego Korneliusza. Monaster św. Jana Chrzciciela nie był zamożną wspólnotą. W 1764, po sekularyzacji majątków cerkiewnych przeprowadzonej przez Katarzynę II, klasztor nie został zaliczony do żadnej klasy monasterów otrzymujących wsparcie finansowe od państwa. W XIX w. kilkakrotnie było rozważane jego zamknięcie.  
W 1815 monaster spłonął podczas pożaru całego miasta. Został odbudowany w latach 1818–1819 i po zakończeniu prac ponownie poświęcony. W 1886 główny monasterski sobór został zburzony. Na jego miejscu wzniesiono nową świątynię wzorowaną na poprzedniej. W latach 1895–1896 zbudowano natomiast nową siedzibę przełożonego klasztoru zaprojektowaną przez P. Tiufilina. 
W 1918, gdy władze radzieckie nakazały biskupowi kazańskiemu opuszczenie dotychczasowej rezydencji na Kremlu kazańskim i zamknęły katedralny sobór Zwiastowania, w monasterze znalazła się nowa rezydencja ordynariusza eparchii. W 1923 w klasztorze rezydował ordynariusz eparchii kazańskiej Żywej Cerkwi. W 1929 władze radzieckie zlikwidowały klasztor i zaadaptowały go na mieszkania oraz na siedzibę komitetu ochrony zabytków. W kolejnych latach zburzony został główny sobór monasterski. 
Rosyjski Kościół Prawosławny odzyskał monaster św. Jana Chrzciciela w 1992. Ze zniszczeń odrestaurowane zostały budynki mieszkalne dla mnichów i przełożonego, jak również dzwonnica oraz cerkiew Wprowadzenia Matki Bożej do Świątyni, w której wystawione dla kultu są relikwie św. Germana Kazańskiego. Monaster św. Jana Chrzciciela ponownie stał się również rezydencją biskupa kazańskiego. W 2016 w monasterze przebywało czterech mnichów.
Kompleks monasterski jest wpisany na listę zabytków Rosji.